# Seal/Auszeichnungen für Musikverkäufe

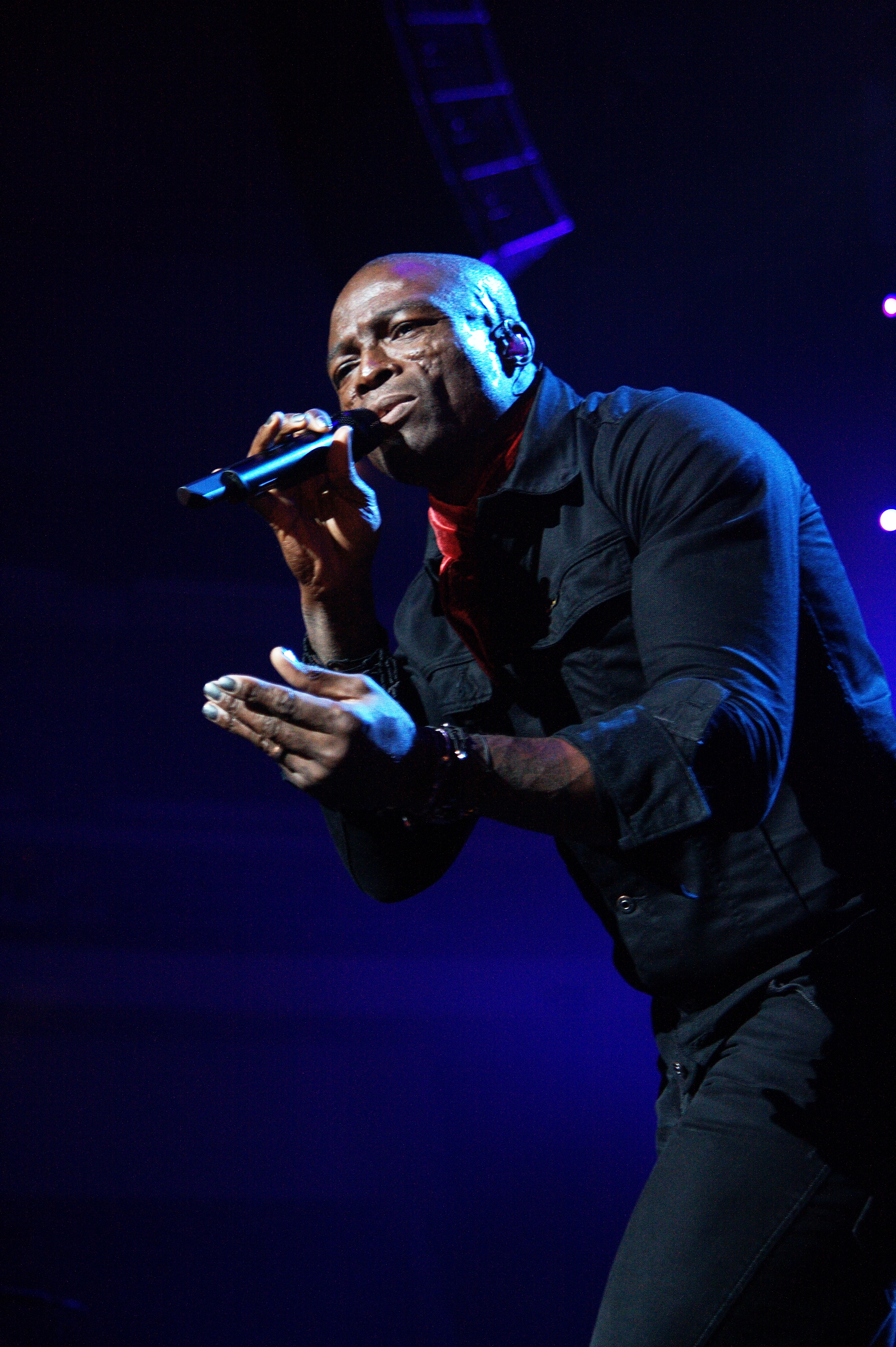
Seal (2011)

Dies ist eine Übersicht über die Auszeichnungen für Musikverkäufe des britischen Soul- und Pop-Sängers Seal. Die Auszeichnungen finden sich nach ihrer Art (Gold, Platin usw.), nach Staaten getrennt in chronologischer Reihenfolge, geordnet sowie nach den Tonträgern selbst, ebenfalls in chronologischer Reihenfolge, getrennt nach Medium (Alben, Singles usw.), wieder.

## Auszeichnungen
| - Frankreich - 1995: für die Single Kiss from a Rose - 2003: für die Single Love’s Divine - Vereinigtes Königreich - 1998: für das Album Human Being - 2011: für das Album Seal VI: Commitment - Australien - 1994: für das Album Seal - 1995: für das Album Seal I/II - 2006: für das Album Best 1991–2004 - 2008: für das Album Soul - 2012: für das Album Hits - Belgien - 2002: für die Single Les mots - 2005: für das Album Best 1991–2004 - 2010: für das Album Hits - 2011: für das Album Soul 2 - Brasilien - 1997: für das Album Seal - 1997: für das Album Seal II - 2005: für das Album Best 1991–2004 - Deutschland - 1992: für das Album Seal - 2003: für die Single Love’s Divine - 2007: für das Album Seal II - 2008: für das Album System - 2008: für die Single Amazing - 2009: für das Album Soul - 2023: für die Single Do They Know It’s Christmas? - Frankreich - 2001: für die Single Les mots - 2007: für das Album System - 2015: für das Album 7 - Italien - 2010: für das Album Soul - 2018: für die Single Do They Know It’s Christmas? - Kanada - 2004: für das Album Seal IV - Neuseeland - 1991: für die Single Crazy - 1999: für das Album Human Being - 2005: für das Album Best 1991–2004 - 2012: für das Album Hits - Niederlande - 1991: für das Album Seal - 1995: für das Album Seal II - Norwegen - 1996: für die Single Kiss from a Rose - 2009: für das Album Soul - Österreich - 1994: für das Album Seal - 2004: für das Album Best 1991–2004 - 2009: für das Album Soul - Polen - 2010: für das Album Hits - Portugal - 2004: für das Album Seal IV - 2009: für das Album Soul - Schweden - 2004: für das Album Seal IV - 2008: für das Album Soul - Schweiz - 2008: für das Album System - Spanien - 1997: für das Album Seal - 2009: für das Album Soul - 2024: für die Single Kiss from a Rose - Ungarn - 2015: für das Album 7 - Vereinigte Staaten - 1995: für die Single Kiss from a Rose (Physisch) - 1999: für das Album Human Being - 2003: für das Album Seal IV - 2009: für die Single Kiss from a Rose (Digital) - Vereinigtes Königreich - 1990: für die Single Killer - 2005: für das Album Best 1991–2004 - 2010: für das Album Hits - 2012: für das Album Soul 2 - 2013: für das Album Seal IV - 2014: für die Single Do They Know It’s Christmas? - 2025: für die Single Crazy | - Frankreich - 2003: für das Album Seal - Australien - 1995: für die Single Kiss from a Rose - 1995: für das Album Seal II - Dänemark - 2022: für die Single Kiss from a Rose - Europa - 1996: für das Album Seal - 2004: für das Album Seal IV - 2005: für das Album Best 1991–2004 - Frankreich - 2008: für das Album Best 1991–2004 - 2010: für das Album Seal VI: Commitment - 2012: für das Album Hits - 2012: für das Album Soul 2 - Kanada - 2009: für das Album Soul - Neuseeland - 1996: für das Album Seal I/II - Österreich - 2004: für das Album Seal IV - Schweiz - 1991: für das Album Seal - 2003: für das Album Seal IV - 2005: für das Album Best 1991–2004 - 2005: für das Album Live in Paris - 2008: für das Album Soul - Vereinigte Staaten - 1994: für das Album Seal - Vereinigtes Königreich - 2008: für das Album Soul | - Belgien - 2009: für das Album Soul - Deutschland - 2004: für das Album Seal IV - 2010: für das Album Best 1991–2004 - Europa - 2010: für das Album Soul - Frankreich - 2005: für das Album Seal IV - Neuseeland - 2023: für die Single Kiss from a Rose - Portugal - 2010: für das Album Seal VI: Commitment - Vereinigtes Königreich - 1991: für das Album Seal - 1996: für das Album Seal II - 2023: für die Single Kiss from a Rose - Kanada - 1996: für das Album Seal - Neuseeland - 1995: für das Album Seal - Neuseeland - 1995: für das Album Seal II - Portugal - 2005: für das Album Best 1991–2004 - Vereinigte Staaten - 2024: für das Album Seal II - Frankreich - 2009: für das Album Soul |

## Auszeichnungen nach Alben

### Seal
| Land/Region                  | Auszeichnungen für Musikverkäufe (Land/Region, Auszeichnung, Verkäufe) | Verkäufe    |
| ---------------------------- | ---------------------------------------------------------------------- | ----------- |
| Australien (ARIA)            | Gold                                                                   | 35.000      |
| Brasilien (PMB)              | Gold                                                                   | 100.000     |
| Deutschland (BVMI)           | Gold                                                                   | 250.000     |
| Europa (IFPI)                | Platin                                                                 | (1.000.000) |
| Frankreich (SNEP)            | 2× Gold                                                                | 200.000     |
| Kanada (MC)                  | 3× Platin                                                              | 300.000     |
| Neuseeland (RMNZ)            | 3× Platin                                                              | 45.000      |
| Niederlande (NVPI)           | Gold                                                                   | 50.000      |
| Österreich (IFPI)            | Gold                                                                   | 25.000      |
| Schweiz (IFPI)               | Platin                                                                 | 50.000      |
| Spanien (Promusicae)         | Gold                                                                   | 50.000      |
| Vereinigte Staaten (RIAA)    | Platin                                                                 | 1.000.000   |
| Vereinigtes Königreich (BPI) | 2× Platin                                                              | 600.000     |
| Insgesamt                    | 8× Gold · 11× Platin ·                                                 | 2.705.000   |

### Seal II
| Land/Region                  | Auszeichnungen für Musikverkäufe (Land/Region, Auszeichnung, Verkäufe) | Verkäufe  |
| ---------------------------- | ---------------------------------------------------------------------- | --------- |
| Australien (ARIA)            | Platin                                                                 | 70.000    |
| Brasilien (PMB)              | Gold                                                                   | 100.000   |
| Deutschland (BVMI)           | Gold                                                                   | 250.000   |
| Neuseeland (RMNZ)            | 4× Platin                                                              | 60.000    |
| Niederlande (NVPI)           | Gold                                                                   | 50.000    |
| Vereinigte Staaten (RIAA)    | 5× Platin                                                              | 5.000.000 |
| Vereinigtes Königreich (BPI) | 2× Platin                                                              | 600.000   |
| Insgesamt                    | 3× Gold · 12× Platin ·                                                 | 6.130.000 |

### Seal I/II
| Land/Region       | Auszeichnungen für Musikverkäufe (Land/Region, Auszeichnung, Verkäufe) | Verkäufe |
| ----------------- | ---------------------------------------------------------------------- | -------- |
| Australien (ARIA) | Gold                                                                   | 35.000   |
| Neuseeland (RMNZ) | Platin                                                                 | 15.000   |
| Insgesamt         | 1× Gold · 1× Platin ·                                                  | 50.000   |

### Human Being
| Land/Region                  | Auszeichnungen für Musikverkäufe (Land/Region, Auszeichnung, Verkäufe) | Verkäufe |
| ---------------------------- | ---------------------------------------------------------------------- | -------- |
| Neuseeland (RMNZ)            | Gold                                                                   | 7.500    |
| Vereinigte Staaten (RIAA)    | Gold                                                                   | 500.000  |
| Vereinigtes Königreich (BPI) | Silber                                                                 | 60.000   |
| Insgesamt                    | 1× Silber · 2× Gold ·                                                  | 567.500  |

### Seal IV
| Land/Region                  | Auszeichnungen für Musikverkäufe (Land/Region, Auszeichnung, Verkäufe) | Verkäufe    |
| ---------------------------- | ---------------------------------------------------------------------- | ----------- |
| Deutschland (BVMI)           | 2× Platin                                                              | 400.000     |
| Europa (IFPI)                | Platin                                                                 | (1.000.000) |
| Frankreich (SNEP)            | 2× Platin                                                              | 600.000     |
| Kanada (MC)                  | Gold                                                                   | 50.000      |
| Österreich (IFPI)            | Platin                                                                 | 30.000      |
| Portugal (AFP)               | Gold                                                                   | 20.000      |
| Schweden (IFPI)              | Gold                                                                   | 30.000      |
| Schweiz (IFPI)               | Platin                                                                 | 40.000      |
| Vereinigte Staaten (RIAA)    | Gold                                                                   | 500.000     |
| Vereinigtes Königreich (BPI) | Gold                                                                   | 100.000     |
| Insgesamt                    | 5× Gold · 7× Platin ·                                                  | 1.770.000   |

### Best 1991–2004
| Land/Region                  | Auszeichnungen für Musikverkäufe (Land/Region, Auszeichnung, Verkäufe) | Verkäufe  |
| ---------------------------- | ---------------------------------------------------------------------- | --------- |
| Australien (ARIA)            | Gold                                                                   | 35.000    |
| Belgien (BRMA)               | Gold                                                                   | (25.000)  |
| Brasilien (PMB)              | Gold                                                                   | 50.000    |
| Deutschland (BVMI)           | 2× Platin                                                              | (400.000) |
| Europa (IFPI)                | Platin                                                                 | 1.000.000 |
| Frankreich (SNEP)            | Platin                                                                 | (200.000) |
| Neuseeland (RMNZ)            | Gold                                                                   | 7.500     |
| Österreich (IFPI)            | Gold                                                                   | (15.000)  |
| Portugal (AFP)               | 4× Platin                                                              | (160.000) |
| Schweiz (IFPI)               | Platin                                                                 | (40.000)  |
| Vereinigtes Königreich (BPI) | Gold                                                                   | (100.000) |
| Insgesamt                    | 6× Gold · 9× Platin ·                                                  | 1.172.500 |

### Live in Paris
| Land/Region    | Auszeichnungen für Musikverkäufe (Land/Region, Auszeichnung, Verkäufe) | Verkäufe |
| -------------- | ---------------------------------------------------------------------- | -------- |
| Schweiz (IFPI) | Platin                                                                 | 40.000   |
| Insgesamt      | 1× Platin ·                                                            | 40.000   |

### System
| Land/Region        | Auszeichnungen für Musikverkäufe (Land/Region, Auszeichnung, Verkäufe) | Verkäufe |
| ------------------ | ---------------------------------------------------------------------- | -------- |
| Deutschland (BVMI) | Gold                                                                   | 100.000  |
| Frankreich (SNEP)  | Gold                                                                   | 75.000   |
| Schweiz (IFPI)     | Gold                                                                   | 15.000   |
| Insgesamt          | 3× Gold ·                                                              | 190.000  |

### Soul
| Land/Region                  | Auszeichnungen für Musikverkäufe (Land/Region, Auszeichnung, Verkäufe) | Verkäufe  |
| ---------------------------- | ---------------------------------------------------------------------- | --------- |
| Australien (ARIA)            | Gold                                                                   | 35.000    |
| Belgien (BRMA)               | 2× Platin                                                              | (60.000)  |
| Deutschland (BVMI)           | Gold                                                                   | (100.000) |
| Europa (IFPI)                | 2× Platin                                                              | 2.000.000 |
| Frankreich (SNEP)            | Diamant                                                                | (500.000) |
| Italien (FIMI)               | Gold                                                                   | (35.000)  |
| Kanada (MC)                  | Platin                                                                 | 80.000    |
| Norwegen (IFPI)              | Gold                                                                   | (15.000)  |
| Österreich (IFPI)            | Gold                                                                   | (10.000)  |
| Portugal (AFP)               | Gold                                                                   | (10.000)  |
| Schweden (IFPI)              | Gold                                                                   | (20.000)  |
| Schweiz (IFPI)               | Platin                                                                 | (30.000)  |
| Spanien (Promusicae)         | Gold                                                                   | (40.000)  |
| Vereinigtes Königreich (BPI) | Platin                                                                 | (300.000) |
| Insgesamt                    | 8× Gold · 7× Platin · 1× Diamant ·                                     | 2.115.000 |

### Hits
| Land/Region                  | Auszeichnungen für Musikverkäufe (Land/Region, Auszeichnung, Verkäufe) | Verkäufe |
| ---------------------------- | ---------------------------------------------------------------------- | -------- |
| Australien (ARIA)            | Gold                                                                   | 35.000   |
| Belgien (BRMA)               | Gold                                                                   | 15.000   |
| Frankreich (SNEP)            | Platin                                                                 | 100.000  |
| Neuseeland (RMNZ)            | Gold                                                                   | 7.500    |
| Polen (ZPAV)                 | Gold                                                                   | 10.000   |
| Vereinigtes Königreich (BPI) | Gold                                                                   | 100.000  |
| Insgesamt                    | 5× Gold · 1× Platin ·                                                  | 267.500  |

### Seal VI: Commitment
| Land/Region                  | Auszeichnungen für Musikverkäufe (Land/Region, Auszeichnung, Verkäufe) | Verkäufe |
| ---------------------------- | ---------------------------------------------------------------------- | -------- |
| Frankreich (SNEP)            | Platin                                                                 | 100.000  |
| Portugal (AFP)               | 2× Platin                                                              | 40.000   |
| Vereinigtes Königreich (BPI) | Silber                                                                 | 60.000   |
| Insgesamt                    | 1× Silber · 3× Platin ·                                                | 200.000  |

### Soul 2
| Land/Region                  | Auszeichnungen für Musikverkäufe (Land/Region, Auszeichnung, Verkäufe) | Verkäufe |
| ---------------------------- | ---------------------------------------------------------------------- | -------- |
| Belgien (BRMA)               | Gold                                                                   | 15.000   |
| Frankreich (SNEP)            | Platin                                                                 | 100.000  |
| Vereinigtes Königreich (BPI) | Gold                                                                   | 100.000  |
| Insgesamt                    | 2× Gold · 1× Platin ·                                                  | 215.000  |

### 7
| Land/Region       | Auszeichnungen für Musikverkäufe (Land/Region, Auszeichnung, Verkäufe) | Verkäufe |
| ----------------- | ---------------------------------------------------------------------- | -------- |
| Frankreich (SNEP) | Gold                                                                   | 50.000   |
| Ungarn (MAHASZ)   | Gold                                                                   | 1.000    |
| Insgesamt         | 2× Gold ·                                                              | 51.000   |

## Auszeichnungen nach Singles

### Killer
| Land/Region                  | Auszeichnungen für Musikverkäufe (Land/Region, Auszeichnung, Verkäufe) | Verkäufe |
| ---------------------------- | ---------------------------------------------------------------------- | -------- |
| Vereinigtes Königreich (BPI) | Gold                                                                   | 400.000  |
| Insgesamt                    | 1× Gold ·                                                              | 400.000  |

### Crazy
| Land/Region                  | Auszeichnungen für Musikverkäufe (Land/Region, Auszeichnung, Verkäufe) | Verkäufe |
| ---------------------------- | ---------------------------------------------------------------------- | -------- |
| Neuseeland (RMNZ)            | Gold                                                                   | 5.000    |
| Vereinigtes Königreich (BPI) | Gold                                                                   | 400.000  |
| Insgesamt                    | 2× Gold ·                                                              | 405.000  |

### Kiss from a Rose
| Land/Region                  | Auszeichnungen für Musikverkäufe (Land/Region, Auszeichnung, Verkäufe) | Verkäufe  |
| ---------------------------- | ---------------------------------------------------------------------- | --------- |
| Australien (ARIA)            | Platin                                                                 | 70.000    |
| Dänemark (IFPI)              | Platin                                                                 | 90.000    |
| Frankreich (SNEP)            | Silber                                                                 | 125.000   |
| Neuseeland (RMNZ)            | 2× Platin                                                              | 60.000    |
| Norwegen (IFPI)              | Gold                                                                   | 10.000    |
| Spanien (Promusicae)         | Gold                                                                   | 30.000    |
| Vereinigte Staaten (RIAA)    | Gold (Physisch) · + Gold (Digital)                                     | 1.000.000 |
| Vereinigtes Königreich (BPI) | 2× Platin                                                              | 1.200.000 |
| Insgesamt                    | 1× Silber · 4× Gold · 6× Platin ·                                      | 2.585.000 |

### Les mots
| Land/Region       | Auszeichnungen für Musikverkäufe (Land/Region, Auszeichnung, Verkäufe) | Verkäufe |
| ----------------- | ---------------------------------------------------------------------- | -------- |
| Belgien (BRMA)    | Gold                                                                   | 25.000   |
| Frankreich (SNEP) | Gold                                                                   | 250.000  |
| Insgesamt         | 2× Gold ·                                                              | 275.000  |

### Love’s Divine
| Land/Region        | Auszeichnungen für Musikverkäufe (Land/Region, Auszeichnung, Verkäufe) | Verkäufe |
| ------------------ | ---------------------------------------------------------------------- | -------- |
| Deutschland (BVMI) | Gold                                                                   | 150.000  |
| Frankreich (SNEP)  | Silber                                                                 | 125.000  |
| Insgesamt          | 1× Silber · 1× Gold ·                                                  | 275.000  |

### Amazing
| Land/Region        | Auszeichnungen für Musikverkäufe (Land/Region, Auszeichnung, Verkäufe) | Verkäufe |
| ------------------ | ---------------------------------------------------------------------- | -------- |
| Deutschland (BVMI) | Gold                                                                   | 150.000  |
| Insgesamt          | 1× Gold ·                                                              | 150.000  |

### Do They Know It’s Christmas?
| Land/Region                  | Auszeichnungen für Musikverkäufe (Land/Region, Auszeichnung, Verkäufe) | Verkäufe |
| ---------------------------- | ---------------------------------------------------------------------- | -------- |
| Deutschland (BVMI)           | Gold                                                                   | 200.000  |
| Italien (FIMI)               | Gold                                                                   | 25.000   |
| Vereinigtes Königreich (BPI) | Gold                                                                   | 526.000  |
| Insgesamt                    | 3× Gold ·                                                              | 751.000  |

## Statistik und Quellen
| Land/RegionAuszeichnungen für Musikverkäufe (Land/Region, Auszeichnungen, Verkäufe, Quellen) | Silber     | Gold       | Platin       | Diamant  | Verkäufe    | Quellen                       |
| -------------------------------------------------------------------------------------------- | ---------- | ---------- | ------------ | -------- | ----------- | ----------------------------- |
| Australien (ARIA)                                                                            | —          | 5× Gold5   | 2× Platin2   | —        | 315.000     | aria.com.au                   |
| Belgien (BRMA)                                                                               | —          | 4× Gold4   | 2× Platin2   | —        | 140.000     | ultratop.be                   |
| Brasilien (PMB)                                                                              | —          | 3× Gold3   | —            | —        | 250.000     | pro-musicabr.org.br           |
| Dänemark (IFPI)                                                                              | —          | —          | Platin1      | —        | 90.000      | ifpi.dk                       |
| Deutschland (BVMI)                                                                           | —          | 7× Gold7   | 4× Platin4   | —        | 2.000.000   | musikindustrie.de             |
| Europa (IFPI)                                                                                | —          | —          | 5× Platin5   | —        | (5.000.000) | ifpi.org                      |
| Frankreich (SNEP)                                                                            | 2× Silber2 | 5× Gold5   | 6× Platin6   | Diamant1 | 2.425.000   | infodisc.fr snepmusique.com   |
| Italien (FIMI)                                                                               | —          | 2× Gold2   | —            | —        | 60.000      | fimi.it                       |
| Kanada (MC)                                                                                  | —          | Gold1      | 4× Platin4   | —        | 430.000     | musiccanada.com               |
| Neuseeland (RMNZ)                                                                            | —          | 4× Gold4   | 10× Platin10 | —        | 207.500     | aotearoamusiccharts.co.nz NZ2 |
| Niederlande (NVPI)                                                                           | —          | 2× Gold2   | —            | —        | 100.000     | nvpi.nl                       |
| Norwegen (IFPI)                                                                              | —          | 2× Gold2   | —            | —        | 25.000      | ifpi.no                       |
| Österreich (IFPI)                                                                            | —          | 3× Gold3   | Platin1      | —        | 80.000      | ifpi.at                       |
| Polen (ZPAV)                                                                                 | —          | Gold1      | —            | —        | 10.000      | olis.pl                       |
| Portugal (AFP)                                                                               | —          | 2× Gold2   | 6× Platin6   | —        | 230.000     | Einzelnachweise               |
| Schweden (IFPI)                                                                              | —          | 2× Gold2   | —            | —        | 50.000      | sverigetopplistan.se          |
| Schweiz (IFPI)                                                                               | —          | Gold1      | 5× Platin5   | —        | 215.000     | hitparade.ch                  |
| Spanien (Promusicae)                                                                         | —          | 3× Gold3   | —            | —        | 120.000     | elportaldemusica.es           |
| Ungarn (MAHASZ)                                                                              | —          | Gold1      | —            | —        | 1.000       | slagerlistak.hu               |
| Vereinigte Staaten (RIAA)                                                                    | —          | 4× Gold4   | 6× Platin6   | —        | 8.000.000   | riaa.com                      |
| Vereinigtes Königreich (BPI)                                                                 | 2× Silber2 | 7× Gold7   | 7× Platin7   | —        | 4.546.000   | bpi.co.uk                     |
| Insgesamt                                                                                    | 4× Silber4 | 59× Gold59 | 59× Platin59 | Diamant1 |             |                               |